# ماریارانو
ماریارانو (به لاتین: Mariarano) یک منطقهٔ مسکونی در ماداگاسکار است که در ماهاجانگا دوم (بخش) واقع شده‌است.
 ماریارانو  ۶٬۰۰۰ نفر جمعیت دارد و ۳۷ متر بالاتر از سطح دریا واقع شده‌است.